# ستيفان مولان
ستيفان مولان (بالفرنسية: Stéphane Moulin)‏ (و. 1967  م) هو لاعب ومدرب كرة قدم، من فرنسا، ولد في باريس، يلعب كلاعب وسط.

## روابط خارجية
- ستيفان مولان على موقع قاعدة بيانات كرة القدم.إي يو (الإنجليزية)
- ستيفان مولان على موقع Soccerbase.com (مدرب) (الإنجليزية)
- ستيفان مولان على موقع Soccerway.com (الإنجليزية)
- ستيفان مولان على موقع عالم كرة القدم.نت (الإنجليزية)